# Heilig Hartbeeld (Hernen)
Het Heilig Hartbeeld is een standbeeld in de Nederlandse plaats Hernen, in de provincie Gelderland.

## Achtergrond
Pastoor Jacobus "Bruno" Spruit O.F.M. (1863-1939) kreeg ter gelegenheid van zijn gouden professiefeest in 1934 van de parochianen een Heilig Hartbeeld aangeboden. Het beeld werd het jaar erop, op zondag 30 juni 1935, onthuld en is geplaatst naast de entree van de monumentale Sint Judocuskerk.

## Beschrijving
Het beeld is een marmeren Christusfiguur ten voeten uit, gekleed in een gedrapeerd gewaad. Hij wijst met zijn linkerwijsvinger naar het vlammende Heilig Hart op zijn borst. Zijn rechterarm houdt hij langs het lichaam omlaag, met de handpalm naar voren gestoken. Het beeld staat op een sokkel, waarin een inscriptie is aangebracht met de tekst 

H. HART VAN JEZUS
ZEGEN
DEZE PAROCHIE